# 航空自衛隊第1術科学校
航空自衛隊第1術科学校（こうくうじえいたいだい1じゅつかがっこう、英称：1st Technical School）は、静岡県浜松市の浜松基地に所在する航空教育集団直轄の教育機関である。

## 概要
航空機（戦闘機、練習機、ヘリコプター等）の機体、エンジン、航空機に搭載されるレーダー、通信機、誘導武器、警戒管制用及び航空管制用レーダー、JADGEシステム、パトリオットミサイルや基地防空火器の整備員等の教育並びに運用に関する術科の教育訓練を担当している。また、整備補給部隊の運用等に関する調査・研究も行っている。実習用の教材として戦闘機（F-15、F-2）・練習機（T-4、T-7）を保有している。また、全術科学校の教官養成課程も行っている。

## 沿革
- 1954年（昭和29年）9月1日：「航空自衛隊整備学校」として浜松基地に設立
- 1959年（昭和34年）6月1日：整備学校の改編により「航空自衛隊第1術科学校」が発足
- 1989年（平成元年）3月16日：航空教育集団新編に伴い、同隷下に編入
- 2020年（令和02年）3月26日：組織改編により、航空自衛隊第2術科学校が廃止となり、同校の所掌業務を統合[1]。第3・第4教育部を新設。

## 組織編成
- 総務課
- 教務課
- 第1教育部 - 航空機整備、車両整備など。
  - 1科
  - 2科
  - 3科
  - 4科
  - 教育技術科
- 第2教育部 - 航空機の特殊整備など。
  - 5科
  - 6科
  - 7科
  - 8科
- 第3教育部 - レーダーなど。
  - 9科
  - 10科
  - 11科
  - 12科
- 第4教育部 - 誘導武器（ミサイル）など。
  - 13科
  - 14科
  - 15科
  - 16科
- 研究部
- 整備部
  - 計画課
  - 第1航空機整備課
  - 第2航空機整備課
  - 第3航空機整備課
  - 地上電子整備課
  - 高射整備課
- 学生隊

## 主要幹部
| 官職名                  | 階級    | 氏名     | 補職発令日     | 前職                                                             |
| ----------------------- | ------- | -------- | -------------- | ---------------------------------------------------------------- |
| 航空自衛隊第1術科学校長 | 空将補  | 中島隆幸 | 2025年03月24日 | 南西航空方面隊副司令官                                           |
| 副校長                  | 1等空佐 | 泉山正司 | 2023年11月06日 | 航空救難団整備群司令                                             |
| 総務課長                |         |          |                |                                                                  |
| 教務課長                |         |          |                |                                                                  |
| 第1教育部長             | 2等空佐 | 清水昭博 | 2024年12月20日 | 第13飛行教育団整備隊長                                           |
| 第2教育部長             | 2等空佐 | 塩澤和則 | 2024年06月01日 | 防衛装備庁調達管理部調達企画課 兼 防衛装備庁装備政策部国際装備課 |
| 第3教育部長             | 1等空佐 | 近藤庸二 | 2025年03月24日 | 近畿中部防衛局東海防衛支局装備課長                               |
| 第4教育部長             | 1等空佐 | 岩崎航   | 2025年03月24日 | 航空幕僚監部総務部総務課勤務                                     |
| 整備部長                |         |          |                |                                                                  |
| 学生隊長                |         |          |                |                                                                  |

| 代                      | 氏名                 | 在職期間               | 出身校・期                         | 前職                                                                             | 後職                                           |
| 航空自衛隊整備学校長    | 航空自衛隊整備学校長 | 航空自衛隊整備学校長   | 航空自衛隊整備学校長               | 航空自衛隊整備学校長                                                             | 航空自衛隊整備学校長                           |
| ----------------------- | -------------------- | ---------------------- | ---------------------------------- | -------------------------------------------------------------------------------- | ---------------------------------------------- |
| 01                      | 大谷三雄             | 1954.9.1 - 1956.7.9    | 海機36期・ 海大機関学生            | 航空幕僚監部付 →1955.2.16 空将補昇任                                             | 航空幕僚監部装備部長                           |
| 02                      | 松田武               | 1956.7.10 - 1957.7.31  | 陸士39期                           | 陸上幕僚監部第四部長                                                             | 航空幕僚監部教育部長                           |
| 03                      | 藤原一郎             | 1957.8.1 - 1959.5.31   | 海機37期                           | 臨時木更津補給隊長 兼 航空自衛隊補給処長 兼 航空自衛隊霞ヶ浦基地司令             | 資材統制隊司令 兼 目黒基地司令                 |
| 航空自衛隊第1術科学校長 |                      |                        |                                    |                                                                                  |                                                |
| 01                      | 浦茂                 | 1959.6.1 - 1959.7.31   | 陸士44期                           | 通信学校長 ※航空自衛隊第2術科学校長（兼任）                                      | 航空幕僚監部付 →1960.12.1 航空幕僚監部装備部長 |
| 02                      | 布袋謙作             | 1959.8.1 - 1960.3.15   | 陸士43期・ 東京帝国大学 昭和14年卒 | 航空自衛隊第1補給処長 ※第2術科学校長兼任 →1959.10.3 兼務解除                     | 統合幕僚会議事務局第4幕僚室長                  |
| 03                      | 中井川正勝           | 1960.3.16 - 1962.4.1   | 海機39期                           | 航空自衛隊第2補給処長 兼 岐阜基地司令                                            | 航空自衛隊幹部学校付 →1963.2.1 退職            |
| 04                      | 田中耕二             | 1962.4.2 - 1962.4.6    | 陸士45期・ 陸大52期                | 航空自衛隊第2術科学校長（兼任）                                                  | 兼務解除                                       |
| 05                      | 渡邊初彦             | 1962.4.7 - 1965.2.15   | 海兵58期                           | 航空幕僚監部人事教育部副部長 ※1962.6.1 - 7.16 第2術科学校長兼任                  | 航空幕僚監部付 →1965.5.10 退職（空将昇任）     |
| 06                      | 加納健一             | 1965.2.16 - 1967.2.15  | 東京帝国大学 昭和9年卒             | 自衛隊熊本地方連絡部長                                                           | 術科教育本部付 →1967.4.1 退職（空将昇任）      |
| -                       | 鶴田定治             | 1967.2.16 - 1967.3.15  | 海機45期                           | 職務代理（本務：第1術科学校副校長）                                              | 職務代理（本務：第1術科学校副校長）            |
| 07                      | 植弘親孝             | 1967.3.16 - 1969.2.16  | 陸士47期・ 陸大55期                | 統合幕僚会議事務局第5幕僚室長 →1969.1.1 空将昇任                                 | 航空総隊司令部幕僚長                           |
| 08                      | 石原格太郎           | 1969.2.17 - 1970.4.9   | 海機53期                           | 航空自衛隊第3術科学校長 兼 芦屋基地司令                                          | 航空幕僚監部付 →1970.7.1 退職                  |
| 09                      | 櫻井忠成             | 1970.4.10 - 1972.6.30  | 海兵67期                           | 第3航空団司令 兼 小牧基地司令                                                    | 航空自衛隊幹部候補生学校長 兼 奈良基地司令     |
| 10                      | 逸見晴雄 （空将）    | 1972.7.1 - 1973.8.31   | 陸士51期・ 陸大59期                | 術科教育本部幹事                                                                 | 航空幕僚監部付 →1973.11.1 退職                 |
| 11                      | 小川英人 （空将）    | 1973.9.1 - 1975.2.16   | 陸経3期                            | 航空幕僚監部監理部長                                                             | 航空自衛隊補給統制処長                         |
| 12                      | 田鍋秀雄             | 1975.2.17 - 1976.6.30  | 陸航士55期                         | 術科教育本部幹事 →1975.7.1 空将昇任                                              | 航空自衛隊幹部学校長                           |
| 13                      | 伊中四郎 （空将）    | 1976.7.1 - 1977.10.19  | 海兵72期                           | 第8航空団司令 兼 築城基地司令                                                    | 航空幕僚副長                                   |
| 14                      | 浦 忠久 （空将）     | 1977.10.20 - 1979.1.31 | 陸士57期                           | 統合幕僚会議事務局第4幕僚室長                                                    | 退職                                           |
| 15                      | 片尾伸夫 （空将）    | 1979.2.1 - 1981.1.26   | 海兵74期                           | 統合幕僚会議事務局第4幕僚室長                                                    | 統合幕僚会議事務局長 兼 統合幕僚学校長         |
| 16                      | 後藤 彰              | 1981.1.27 - 1982.6.30  | 陸士60期                           | 統合幕僚会議事務局第1幕僚室長 →1981.4.10 空将昇任                                | 航空自衛隊第2補給処長 兼 岐阜基地司令          |
| 17                      | 瀧川昭三             | 1982.7.1 - 1983.6.30   | 広島工専・ 5期幹候（陸）           | 統合幕僚会議事務局第4幕僚室長 →1983.3.16 空将昇任                                | 航空自衛隊第2補給処長 兼 岐阜基地司令          |
| 18                      | 福岡靖也             | 1983.7.1 - 1985.6.30   | 都島工専・ 5期幹候（陸）           | 航空自衛隊第3術科学校長 兼 芦屋基地司令 →1983.8.1 空将昇任                       | 術科教育本部長                                 |
| 19                      | 宮田泰治             | 1985.7.1 - 1986.6.16   | 名古屋大学 昭和28年卒              | 防衛研究所教育部長                                                               | 退職                                           |
| 20                      | 今村昭八             | 1986.6.17 - 1989.6.29  | 明治大学・ 7期幹候                 | 航空幕僚監部監理部長                                                             | 退職                                           |
| 21                      | 糸長芳輝             | 1989.6.30 - 1991.3.15  | 防大4期                            | 航空幕僚監部調査部長                                                             | 退職                                           |
| 22                      | 内田律夫             | 1991.3.16 - 1993.6.30  | 防大4期                            | 航空自衛隊第4補給処長                                                            | 退職                                           |
| 23                      | 野竹 隆              | 1993.7.1 - 1995.6.29   | 防大10期                           | 南西航空混成団司令部幕僚長                                                       | 航空幕僚監部装備部長                           |
| 24                      | 森 和彦              | 1995.6.30 - 1996.6.30  | 防大11期                           | 南西航空混成団司令部幕僚長                                                       | 航空幕僚監部調査部長                           |
| 25                      | 松岡弘行             | 1996.7.1 - 1997.12.7   | 防大11期                           | 統合幕僚会議事務局 第3幕僚室通信電子調整官 兼 通信電子室長 →1997.3.26 空将補昇任 | 航空自衛隊第2補給処長 兼 岐阜基地司令          |
| 26                      | 榎 利美              | 1997.12.8 - 1999.7.8   | 防大13期                           | 航空幕僚監部監理部監理課長 →1998.4.1 空将補昇任                                  | 統合幕僚学校副校長                             |
| 27                      | 江口賢造             | 1999.7.9 - 2000.6.29   | 防大14期                           | 航空自衛隊幹部学校副校長                                                         | 航空自衛隊第2補給処長 兼 岐阜基地司令          |
| 28                      | 長谷 莞              | 2000.6.30 - 2002.7.31  | 防大14期                           | 航空幕僚監部技術部長                                                             | 技術研究本部航空機開発官                       |
| 29                      | 山﨑剛美             | 2002.8.1 - 2004.8.29   | 防大21期                           | 航空幕僚監部装備部装備課長                                                       | 西部航空警戒管制団司令                         |
| 30                      | 福井正明             | 2004.8.30 - 2007.8.31  | 防大22期                           | 航空幕僚監部装備部装備課長                                                       | 航空自衛隊第2補給処長 兼 岐阜基地司令          |
| 31                      | 宮下今朝芳           | 2007.9.1 - 2008.9.18   | 防大20期                           | 北部航空方面隊司令部幕僚長                                                       | 航空幕僚監部付 →2008.12.1 退職                 |
| -                       | 太田文俊             | 2008.9.18 - 2008.11.30 | 防大24期                           | 職務代理（本務：第1術科学校副校長）                                              | 職務代理（本務：第1術科学校副校長）            |
| 32                      | 小城真一             | 2008.12.1 - 2009.7.20  | 防大26期                           | 航空自衛隊第3補給処長                                                            | 統合幕僚監部首席後方補給官                     |
| 33                      | 橋本尚典             | 2009.7.21 - 2011.8.4   | 防大27期                           | 航空幕僚監部人事教育部援護業務課長                                               | 航空安全管理隊司令                             |
| 34                      | 吉川礼史             | 2011.8.5 - 2013.8.21   | 防大26期                           | 航空自衛隊第4補給処長                                                            | 西部航空方面隊副司令官                         |
| 35                      | 平元和哉             | 2013.8.22 - 2015.11.30 | 防大30期                           | 航空自衛隊第1補給処長 →2013.8.1 航空幕僚監部付                                   | 航空自衛隊第2補給処長 兼 岐阜基地司令          |
| 36                      | 上境賢己             | 2015.12.1 - 2018.12.19 | 防大32期                           | 航空幕僚監部人事教育部援護業務課長                                               | 航空自衛隊第2補給処長 兼 岐阜基地司令          |
| -                       | 森川龍介             | 2017.4.7 - 2017.4.16   | 防大31期                           | 事務取扱（本務：航空教育集団司令部幕僚長）                                       | 事務取扱（本務：航空教育集団司令部幕僚長）     |
| 37                      | 樋山謙一郎           | 2018.12.20 - 2020.8.24 | 防大33期                           | 航空総隊司令部装備部長                                                           | 北部航空警戒管制団司令                         |
| 38                      | 市川佳弘             | 2020.8.25 - 2021.9.29  | 防大39期                           | 防衛装備庁プロジェクト管理部 装備技術官                                          | 航空開発実験集団司令部幕僚長                   |
| 39                      | 伊藤 顕              | 2021.9.30 - 2022.12.22 | 防大33期                           | 統合幕僚監部報道官                                                               | 第1航空団司令 兼 浜松基地司令                  |
| 40                      | 岩城公隆             | 2022.12.23 -2024.3.27  | 防大32期                           | 統合幕僚学校副校長                                                               | 退職                                           |
| 41                      | 中澤省吾             | 2024.3.28 - 2025.3.23  | 防大37期                           | 北部航空警戒管制団司令                                                           | 飛行開発実験団司令                             |
| 42                      | 中島隆幸             | 2025.3.24 -            | 防大37期                           | 南西航空方面隊副司令官                                                           |                                                |